# Северный автовокзал (Мурино)

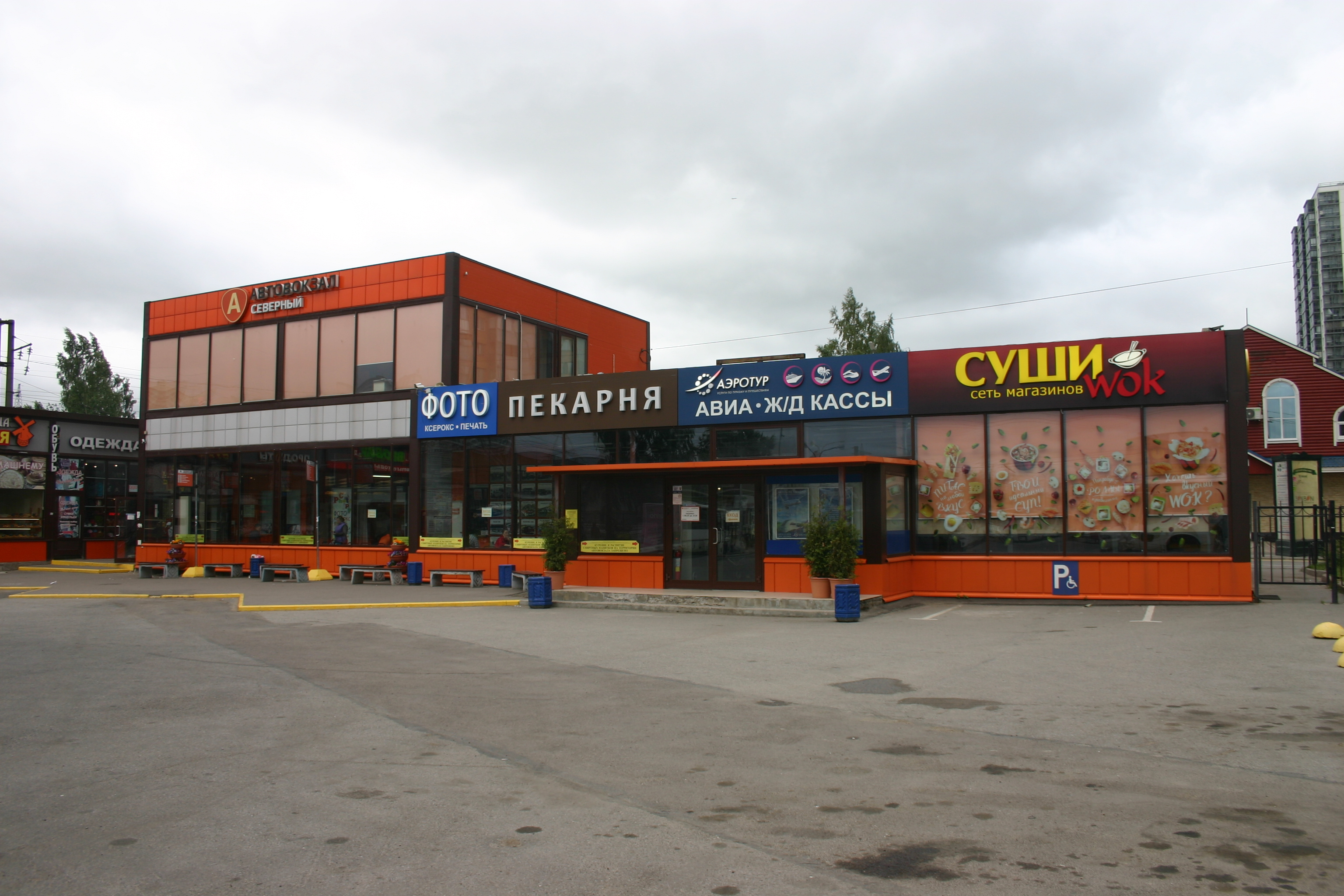
Бывшее здание автовокзала

Перспективная схема автобусных маршрутов

Се́верный автовокза́л — междугородный автобусный вокзал в городе Мурино Всеволожского района Ленинградской области. Расположен у станции  «Девяткино» Петербургского метрополитена и станции «Девяткино» Октябрьской железной дороги.

## История
Автостанция «Северная» под управлением ОАО «Леноблпассажиравтотранс» была открыта в июле 2005 года. Первоначально она располагалась в Санкт-Петербурге, у станции метро  «Гражданский проспект». Она представляла собой небольшой фургончик с двумя кассами, а за ним располагался биотуалет. От автостанции отправлялись и прибывали автобусы следующих маршрутов:
- 830 на Приморск
- 850 на Выборг
- 858 на Выборг
- 859 на Приозерск

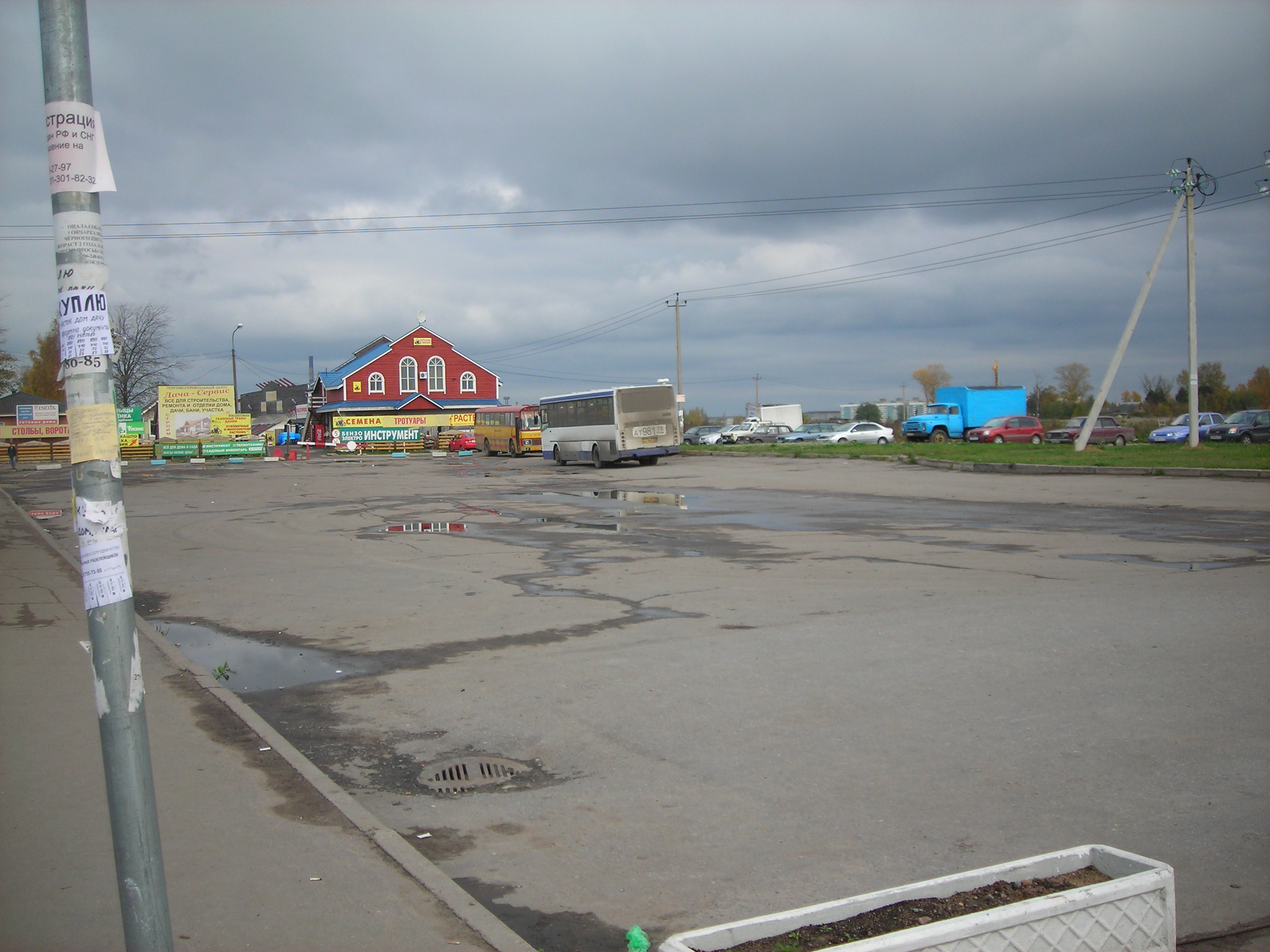
Автостанция у метро Девяткино в октябре 2007 года

В ноябре 2006 года у Комитета по дорожному хозяйству и транспорту Ленинградской области появились планы по переносу автостанции на территорию области — в посёлок Мурино Всеволожского района, к станции метро «Девяткино». К данной автостанции планировалось также перенести остановки маршрутов восточного направления.
В декабре 2006 года автостанция переехала в Мурино, но первоначально представляла собой тот же фургончик, а отправлялись от неё только два маршрута:
- 859 на Приозерск
- 885А на Ромашки

Однако постепенно количество маршрутов увеличивалось: автобусы стали ездить до Сортавалы, Выборга, Будилово, Лодейного Поля, Вознесенья, Волхова.
21 мая 2007 года состоялось торжественное открытие нового здания автостанции. Оно представляло собой двухэтажное здание, оснащённое современным оборудованием, которое способно обеспечить бесперебойное и качественное обслуживание пассажиров. Количество маршрутов продолжало увеличиваться: появились рейсы до Подпорожья, Киришей, Светогорска, Каменногорска.
С ноября 2007 года с автостанции отправлялся автобус-экспресс № 850Д на Выборг.
В 2009 году автостанция преобразована в автовокзал «Северный». В сентябре 2009 года на автовокзале появился первый международный маршрут — на Бобруйск (Белоруссия).
В конце 2011 года после открытия движения от северного берега Финского залива до южного по санкт-петербургской дамбе сюда переводится ряд автобусов западного направления, например, линии Санкт-Петербург — Ивангород, № 842 и Санкт-Петербург — Сосновый Бор, № 815.
C 2014 года в районе станции метро «Девяткино» планируется строительство транспортно-пересадочного узла (ТПУ) «Девяткино», который будет включать в себя, в том числе, новый автовокзал. В 2019 году ввод данного объекта в эксплуатацию перенесли на 2035 год, хотя в 2014 году его планировали открыть к чемпионату мира по футболу 2018.
8 апреля 2019 года автовокзал был закрыт. В этот же день компания «Питеравто» установила на территории автовокзала кассу в виде автобуса.
Осенью 2021 года здание автовокзала снесли по решению суда.

## Современное состояние
В настоящее время автовокзал понижен в статусе до остановочного пункта.
По состоянию на июль 2025 года с территории автовокзала отправляются следующие междугородные маршруты:
| №        | Некоторые промежуточные пункты       | Конечный пункт                   | Перевозчик                    |
| -------- | ------------------------------------ | -------------------------------- | ----------------------------- |
| 851Д     |                                      | Сланцы                           | ИП Марков В.А.                |
| 859      |                                      | Приозерск, вокзал                | ООО «Питеравто»               |
| 860Д     |                                      | Тихвин, молокозавод              | ИП Гиляев М.В.                |
| 865Д     |                                      | Подпорожье                       | ИП Сайфуллин А.М.             |
| 879Д     |                                      | Волхов                           | ИП Аракелян С.С.              |
| 897      |                                      | Красноозёрное                    | ООО «Питеравто»               |
| 2342/807 |                                      | Петрозаводск, вокзал             | ИП Коршунов М.В.              |
| 4913     | Сортавала, Питкяранта, Лодейное Поле | Санкт-Петербург, «Улица Дыбенко» | ООО «СКСавто», ИП Гиляев М.В. |